# Sari Guna
Sari Guna is een bestuurslaag in het regentschap Ogan Komering Ulu van de provincie Zuid-Sumatra, Indonesië. Sari Guna telt 847 inwoners (volkstelling 2010).